# Маковка (Могилёвская область)
Маковка — деревня в составе Запольского сельсовета Белыничского района Могилёвской области Республики Беларусь.

## Географическое положение
Ближайшие населённые пункты: Семиковка, Падевичи.